# Saint-Clément-Rancoudray
Saint-Clément-Rancoudray är en kommun i departementet Manche i regionen Normandie i norra Frankrike. Kommunen ligger i kantonen Mortain som tillhör arrondissementet Avranches. År 2022 hade Saint-Clément-Rancoudray 548 invånare.

## Befolkningsutveckling
Antalet invånare i kommunen Saint-Clément-Rancoudray
| Referens: INSEE |